# Leon Hall
Leon Lastarza Lafayette Lorenzo Hall (Vista, 9 dicembre 1984) è un giocatore di football americano statunitense che ha giocato nel ruolo di cornerback per gli Oakland Raiders della National Football League (NFL). Fu scelto nel corso del primo giro (18º assoluto) del Draft NFL 2007 dai Bengals. Al college ha giocato a football all’Università del Michigan venendo premiato come All-American.

## Carriera professionistica

### Cincinnati Bengals
Hall fu scelto nel primo giro del Draft 2007 dai Cincinnati Bengals. Nel debutto in carriera contro i Baltimore Ravens nel Monday Night Football della settimana 1, Hall disputò un'ottima prova partendo come titolare e facendo registrare 4 tackle e recuperando un fumble. Hall terminò la sua stagione guidando la squadra con 5 intercetti, t pareggiando anche il record di franchigia per un rookie. Nella stagione 2008, Hall continuò a migliorare facendo registrare 75 tackle (61 solitari), 24 passaggi deviati, tre intercetti e un touchdown. Hall pareggiò il record di franchigia mettendo a segno tre intercetti nella settimana 16 contro i Cleveland Browns ritornandone uno per 50 yard in touchdown.
Nel 2009, Hall continuò a giocare bene terminando con 71 tackle (58 solitari), due fumble forzati, 24 passaggi deviati e un record in carriera di 6 intercetti. Nel finale di stagione, i giornalista di Sports Illustrated Peter King definì Hall e il suo compagno di reparto Johnathan Joseph "la miglior coppia di cornerback nella NFL." Per questa stagione fu inserito dall'Associated Press nel Second-team All-Pro.
Il 2 settembre 2011 Hall firmò coi Bengals un'estensione contrattuale del valore di 39 milioni di dollari, inclusi 14,1 milioni garantiti. Il 13 novembre, Hall si infortunò al tendine d'Achille nella gara contro i Pittsburgh Steelers e il giorno successivo fu inserito in lista infortunati.
Il 6 gennaio 2013, nel primo turno di playoff contro gli Houston Texans, Hall mise a segno un intercetto su Matt Schaub e lo ritornò in touchdown, riportando in partita i Bengals, che però alla fine uscirono sconfitti.
Il 23 ottobre 2013, Hall si ruppe per la seconda volta il tendine d'achille che lo costrinse a chiudere in anticipo la stagione.
Nel dodicesimo turno della stagione 2015, Hall intercettò un passaggio del quarterback dei Rams Nick Foles, ritornandolo per 19 yard in touchdown. Nella stessa gara mise a segno anche sei tackle, venendo premiato come miglior difensore della AFC della settimana.

## Palmarès
- Second-team All-Pro: 1

2009
- Difensore della AFC della settimana: 1

12ª del 2015
- PFWA All-Rookie Team - 2007

## Statistiche
| Partite totali      | 92  |
| Partite da titolare | 86  |
| Tackle              | 348 |
| Sack                | 0,0 |
| Intercetti          | 23  |
| Touchdown           | 2   |
| Fumble forzati      | 5   |

Statistiche aggiornate alla stagione 2013